# 女子大站
女子大站（日语：／ Jōshidai eki */?）是一個位於日本千葉縣佐倉市有加利丘五丁目，屬於山万有加利丘线的车站。車站站前為和洋女子大學佐倉研修室（包括研修樓、宿舍樓、食堂與操場）。。

## 歷史
- 1982年（昭和57年）11月2日 - 開業。

## 車站結構
本站是1面1線的地上無人車站。該站旁邊曾是一家便利店，便利店遷移后，該站旁邊為一間自助洗衣房。

## 使用情況
每日平均有130人上下車，為有加利丘線6座車站中第5。

## 車站周邊
- 和洋女子大学佐倉研修室（页面存档备份，存于）
- 山万有加利丘線車輛基地
- 佐倉市立小竹小学校
- 千手院（日语：千手院 (佐倉市)）

## 相鄰車站
山万
■有加利丘線
往中學校、有加利丘方向運行
公園 → 女子大 → 中學校

## 脚注

### 來源
1. ↑  . 沿革（和洋の歩み）. 和洋女子大学.   [2018年11月10日]. （原始内容存档于2018年11月10日）.

## 外部連結
- 女子大站｜山萬有加利丘線（页面存档备份，存于） - 有加利丘官方鎮門戶網站